# Szent-Iványi István (politikus)
Szent-Iványi István Csaba (Kecskemét, 1958. november 12. –) a rendszerváltást megelőzően a demokratikus ellenzék tagja, liberális politikus. 1990-től 2004-ig országgyűlési képviselő, 2004 és 2009 között európai parlamenti képviselő.

## Pályafutása
A Szabad Demokraták Szövetsége alapító tagja és a párt ügyvivője, majd az Országos Tanácsának elnöke. 1990 és 2004 között országgyűlési képviselő. 1994 és 1997 között a Külügyminisztérium politikai államtitkára, 1997 és 2002 között a Magyar Országgyűlés Külügyi Bizottságának elnöke, 2002 és 2004 között a Magyar Országgyűlés Európai Integrációs Bizottságának elnöke, majd 2004 és 2009 között az SZDSZ európai parlamenti képviselője volt. Az Európai Parlamentben a Külügyi és a Költségvetési Bizottság tagja, valamint a Koreai-félsziget Delegációjának alelnöke.
2009 szeptembere óta a Magyar Atlanti Tanács alelnöke. 2009 és 2015 között a Külügyminisztérium állományában dolgozott, 2010. január 25-e és 2015. január 31-e között Magyarország ljubljanai nagykövete volt, majd 2015 tavaszától 2018 áprilisáig a Fodor Gábor által alapított Magyar Liberális Párt külpolitikával foglalkozó szakpolitikusa volt. 2018 szeptemberében a Beszélgetések a jövőről vitasorozat egyik kezdeményezője. Jelenleg[mikor?] külpolitikai szakértő.
2018-ban megjelent könyve Quo vadis Hungaria? címmel Magyarország külpolitikai dilemmáiról és egy lehetséges alternatíva stratégiai víziójáról szól.

## Művei
- Quo vadis Hungaria? Merre tartasz Magyarország? Külpolitikai dilemmák és stratégiai vízió; Kalligram, Bp., 2018

## Díjai, elismerései
- Commemorative Medal of 13 January, Lithuania (1992)
- Báthory-díj (2006)[7]